# لياندرو روتشا
لياندرو روتشا هو لاعب كرة قدم برتغالي في مركز الهجوم، ولد في 23 مايو 1997 في ألمادا في البرتغال. لعب مع لوميل يونايتد ونادي أونتينيينت ونادي يوبين.

## وصلات خارجية
- لياندرو روتشا على موقع قاعدة بيانات كرة القدم.إي يو (الإنجليزية)
- لياندرو روتشا على موقع Soccerway.com (الإنجليزية)